# Hugo Wolfgang Philipp
Hugo Wolfgang Philipp (Pseudonym: Walter Wolfgang Vidal, * 2. Februar 1883 in Dortmund; † 17. März 1969 in Zürich) war ein deutscher Schriftsteller.

## Leben
Hugo Wolfgang Philipp war der Sohn eines jüdischen Möbelfabrikanten. Nach dem Tode seiner Mutter im Jahre 1897 wurde er von seinem Bruder Julius Philipp-Heergesell (1875 – 1962) erzogen. Bereits als Schüler eines Dortmunder Gymnasiums verfasste er erste Buchrezensionen. 1900 folgte er seinem Bruder Julius nach Berlin, wo er eine kaufmännische Lehre absolvierte; gleichzeitig hörte er Vorlesungen an der Humboldt-Universität und nahm Gesangs- und Geigenunterricht an einem Konservatorium. In den Jahren 1908 bis 1914 wirkte er als Rezensent, Opernsänger und Schauspieler auf Bühnen in der Provinz. Am Ersten Weltkrieg nahm er als Freiwilliger teil und kämpfte u. a. an der Somme. 1915 konvertierte er zum Protestantismus, und 1916 heiratete er die Sängerin Elisabeth Liebrich.
Nach Kriegsende setzte er die bereits 1902 mit dem ersten Gedichtband begonnene literarische Karriere mit Erzählungen und Theaterstücken fort, zunächst noch ohne Erfolg. Der Durchbruch gelang ihm 1921 mit der grotesken Tragödie „Der Clown Gottes“, das sich in der Folge zu einem der erfolgreichsten Theaterstücke der Zwanzigerjahre auf deutschen Bühnen entwickelte. Ab 1923 war Philipp Oberspielleiter am Dresdner Albert-Theater, das er ab 1927 gemeinsam mit Hermine Körner leitete.
Nach der nationalsozialistischen Machtergreifung wurde Philipp 1933 entlassen. 1936 ging er in die Emigration; nach Zwischenstationen in Italien und Jugoslawien ließ er sich 1938 schließlich in der Schweiz nieder. Er arbeitete anfangs in einer Druckerei, später leitete er eine Schauspielschule und war als Gesangslehrer tätig.
Philipp verfasste Romane, Erzählungen, Gedichte und Theaterstücke. Schon früh ging Philipp bewusst auf Distanz zu den literarischen Strömungen seiner Zeit und galt auch später stets als Außenseiter. Während zahlreiche seiner frühen Werke zum Grotesken und Fantastischen tendieren, arbeitete er in seinen Schweizer Jahren vor allem an einem großen, auf acht Bände angelegten Romanzyklus über die unteren Schichten der Stadt Berlin, von dem jedoch nur die beiden Bände „Auf den Hintertreppen des Lebens“ und „Apoll Lehmann“ sowie postum das Fragment „Lehmanns Flohzirkus“ erschienen.
Philipp wurde 1923 mit einem Hebbel-Preis sowie 1967 mit dem Bundesverdienstkreuz ausgezeichnet. Sein Nachlass, um dessen Pflege die in Zürich ansässige „Philipp-Literaturstiftung“ bemüht ist, ruht in der Zentralbibliothek Zürich.

## Werke
- Ver sacrum, Berlin 1902
- ... mit ihm sein Land Tirol, Berlin 1918
- Der Herr in Grün, Berlin 1919
- Der Clown Gottes, Berlin [u. a.] 1921
- Die Welt im Blickpunkt, Berlin [u. a.] 1921
- Der Sonnenmotor, Berlin [u. a.] 1922
- Bocksprünge, Berlin 1923
- Das glühende Einmaleins, Berlin 1924
- Die Bacchantinnen, Berlin 1925
- Schlacht am Birkenbaum, Berlin 1931
- Melodie der Fremde, Zürich 1945
- Auf den Hintertreppen des Lebens, Zürich 1946
- Melodie der Heimkehr, Zürich 1947
- Cherub des Unheils, Wiesbaden 1948
- Grammatik der Schauspielkunst, Wiesbaden
  - 1. Eine Funktionslehre der Sprache, 1948
  - 2 (1951)
- Die Urform der Zauberflöte, Wiesbaden 1949
- Apoll Lehmann, Wiesbaden 1960
- Gagarin oder Tristan und der Spion des Jenseits, München 1963
- Der Golem oder Napoleon und Bonaparte, Emsdetten 1967
- Lehmanns Flohzirkus, Darmstadt 1973
- Zürcher Testament, Darmstadt 1975
- Nur weg möchte ich von hier, Göttingen 2005
- Lesebuch, Bielefeld 2018
- Fantastische Erzählungen, Bielefeld 2018